# Sakoku
Sakoku (鎖国, dobesedno »priklenjena država«) je bila izolacionistična zunanja politika japonskega Šogunata Tokugava, v okviru katere so bili 265 let v obdobju Edo (od 1603 do 1868) odnosi in trgovina med Japonsko in drugimi državami resno omejeno in skoraj vsem tujim državljanom je bil prepovedan vstop na Japonsko, navadnim Japoncem pa je bilo prepovedano zapustiti državo.
Politiko je sprejela šogunska vlada (ali bakufu (幕府)) pod vodstvom Tokugave Iemicuja s številnimi edikti in politikami od 1633 do 1639 in se je končala po letu 1853, ko je Perryjeva ekspedicija, ki ji je poveljeval Matthew C. Perry, izsilila odprtje Japonske (bakumatsu  幕末, konec bakufu) za ameriško (in posledično zahodno) trgovino prek niza pogodb, imenovanih Kanagavska pogodba.
Pred tem je bilo obdobje večinoma neomejene trgovine in razširjenega piratstva. Japonski pomorščaki in trgovci so potovali po Aziji, včasih so v določenih mestih oblikovali skupnosti Nihonmači, medtem ko so uradna veleposlaništva in odposlanci obiskali azijske države, Novo Španijo (znano kot Mehika od začetka 19. stoletja) in Evropo. To obdobje je bilo znano tudi po velikem številu tujih trgovcev in piratov, ki so prebivali na Japonskem in bili aktivni v japonskih vodah.
Izraz sakoku izvira iz rokopisnega dela Sakoku-ron (鎖国論), ki ga je leta 1801 napisal japonski astronom in prevajalec Šizuki Tadao. Šizuki je besedo izumil med prevajanjem del nemškega popotnika Engelberta Kaempferja iz 17. stoletja o Japonski.
Japonska pod politiko sakoku ni bila popolnoma izolirana. Sakoku je bil sistem, v katerem so šogunat in nekatere fevdalne domene (han) postavljali stroge predpise o trgovini in zunanjih odnosih. Prek pristanišča Nagasaki na skrajnem zahodu Japonske, kjer so živeli Kitajci, je potekala obsežna trgovina s Kitajsko. Politika je navajala, da je edini dovoljeni evropski vpliv nizozemska postojanka Dedžima v Nagasakiju. Zahodne znanstvene, tehnične in medicinske inovacije so pritekle na Japonsko skozi Rangaku ("nizozemsko učenje"). Trgovina s Korejo je bila omejena na domeno Cušima (danes del prefekture Nagasaki), diplomatske izmenjave pa so potekale prek Joseon Tongsinsa (misije dobre volje) iz Koreje. Trgovina z ljudstvom Ainu je bila omejena na domeno Macumae na Hokaidu, trgovina s kraljestvom Rjūkjū pa je potekala v domeni Sacuma (današnja prefektura Kagošima). Poleg teh neposrednih komercialnih stikov v obrobnih provincah so trgovske države pošiljale redne misije k šogunu v Edo in na grad Osaka.
Poleg tega je Kitajska pod dinastijama Ming in Čing ter Joseon izvajala izolacijonistično politiko pred Japonsko, začenši z Mingom, ki je izvajal Haidžin (海禁 prepoved plovbe) od leta 1371. Za razliko od sakoku so Kitajci in Korejci prav tako prepovedali tuje vplive zunaj vzhodne Azije, medtem ko je Rangaku dovolil preučevanje zahodnih idej na Japonskem, razen krščanstva. Kitajska je bila po porazu v prvi opijski vojni prisiljena odpreti se s pogodbo iz Nankinga in poznejšimi pogodbami. Joseon, ki si je pridobil sloves puščavskega kraljestva, je Japonska v japonsko-korejski pogodbi iz leta 1876 izgnala izolacionizem, pri čemer je uporabila diplomacijo topovskih čolnov, ki so jo uporabile Združene države, da so Japonsko prisilile k odprtju.

## Trgovina podsakokurežimom
V obdobju sakoku je Japonska trgovala s petimi subjekti prek štirih »prehodov«. Največja je bila zasebna kitajska trgovina v Nagasakiju (ki je trgovala tudi s kraljestvom Rjūkjū), kjer je bilo dovoljeno delovati tudi Nizozemski vzhodnoindijski družbi. Območje klana Macumae na Hokaidu (takrat imenovan Ezo) je trgovalo z ljudstvom Ainu. Prek daimjo klana Sō iz Cušime so bili odnosi s Korejo dinastije Joseon. Rjūkjū, napol neodvisno kraljestvo skoraj celotno obdobje Edo, je bilo pod nadzorom daimjojev klana Šimazu iz domene Sacuma. Taširo Kazui je pokazal, da je bila trgovina med Japonsko in temi subjekti razdeljena na dve vrsti: skupino A, v katero uvršča Kitajsko in Nizozemce, »katerih odnosi so spadali pod neposredno jurisdikcijo Bakufuja v Nagasakiju« in skupino B, ki jo predstavlja Korejsko kraljestvo in kraljestvo Rjūkjū, »ki sta se ukvarjala z domenama Cušima (klan Sō) oziroma Sacuma (klan Šimazu)«.
Številni predmeti, s katerimi se je trgovalo iz Japonske v Korejo in kraljestvo Rjūkjū, so bili na koncu poslani na Kitajsko. Na otokih Rjūkjū in v Koreji so klani, zadolženi za trgovino, zgradili trgovska mesta zunaj japonskega ozemlja, kjer je dejansko potekala trgovina. Zaradi potrebe, da japonski podložniki potujejo do teh trgovskih postaj in iz njih, je to spominjalo na nekakšno izhodno trgovino, pri čemer so japonski podložniki vzpostavljali redne stike s tujimi trgovci na v bistvu ekstrateritorialnem ozemlju. Trgovina s kitajskimi in nizozemskimi trgovci v Nagasakiju je potekala na otoku, imenovanem Dedžima, ki je bil od mesta ločen z ozko ožino; tujci niso mogli vstopiti v Nagasaki, niti japonski civilisti niso mogli vstopiti v Dedžimo brez posebnega dovoljenja ali pooblastila. Za prebivalce otoka so bile razmere ponižujoče; policija v Nagasakiju jih je lahko nadlegovala po mili volji in ves čas je bila močna japonska straža nameščena na ozkem mostu do celine, da bi jim preprečila, da bi zapustili otok.

## Terminologija
Trgovina je dejansko v obdobju sakoku uspevala in čeprav so bili odnosi in trgovina omejeni na nekatera pristanišča, država še zdaleč ni bila zaprta. Pravzaprav, tudi ko je šogunat izgnal Portugalce, so se sočasno vključili v razprave z nizozemskimi in korejskimi predstavniki, da bi zagotovili, da skupni obseg trgovine ne bi trpel. Tako je v zadnjih desetletjih postalo vse pogosteje, da zunanjepolitične politike tega obdobja ne označujejo kot sakoku, kar pomeni popolnoma osamljeno, izolirano in "zaprto" državo, temveč z izrazom kaikin (海禁, »pomorske prepovedi«), ki se uporablja v takratnih dokumentih in izhaja iz podobnega kitajskega koncepta haidžin.

## Utemeljitev
Nobena japonska ladja ... niti katerikoli domačin iz Japonske si ne sme drzniti izpluti iz države; kdor koli ravna v nasprotju s tem, bo umrl, ladja s posadko in blagom na krovu pa bo zasežena do nadaljnjega ukaza. Vse osebe, ki se vrnejo iz tujine, se usmrtijo. Kdor odkrije krščanskega duhovnika, dobi nagrado od 400 do 500 srebrnih listov in za vsakega kristjana sorazmerno. Vsi Nambani (Portugalci in Španci), ki širijo doktrino katoličanov ali nosijo to škandalozno ime, bodo zaprti v Onra ali skupnem mestnem zaporu. Celotna rasa Portugalcev z materami, dojiljami in vsem, kar jim pripada, bo izgnana v Macao. Kdorkoli se drzne prinesti pismo iz tujine ali se vrniti, potem ko je bil izgnan, naj umre s svojo družino; tudi kdorkoli se drzne posredovati zanj, bo obsojen na smrt. Nobenemu plemiču ali vojaku se ne sme dovoliti, da kaj kupi od tujca. 

Običajno velja, da je šogunat uvedel in uveljavil politiko sakoku, da bi odstranil kolonialni in verski vpliv predvsem Španije in Portugalske, ki sta bili dojeti kot grožnja stabilnosti šogunata in miru v arhipelagu. Naraščajoče število katoliških spreobrnjencev na južni Japonski (predvsem Kjušu) je bil pomemben element tega, kar je veljalo za grožnjo. Na podlagi dela, ki so ga opravili japonski zgodovinarji v 1970-ih, so nekateri učenjaki izpodbijali to stališče in menili, da je le delna razlaga politične realnosti.
Pred Tokugavo se je Tojotomi Hidejoši že začel obračati proti evropskim misijonarjem po začetku španskega osvajanja Filipinov. Postopno napredovanje Špancev je povzročilo vse večjo sovražnost tudi s strani Tokugave.
Motivacije za postopno krepitev pomorskih prepovedi v zgodnjem 17. stoletju je treba obravnavati v kontekstu domače agende Tokugava bakufu. Eden od elementov te agende je bil pridobitev zadostnega nadzora nad japonsko zunanjo politiko, da bi ne samo zagotovili družbeni mir, ampak tudi ohranili prevlado Tokugave nad drugimi močnimi gospodarji v državi, zlasti tozama daimjo. Ti daimjo so med obdobjem Sengoku izkoristili vzhodnoazijske trgovske povezave za donosen učinek, kar jim je omogočilo, da so okrepili tudi svojo vojaško moč. Z omejevanjem zmožnosti daimjo trgovanja s tujimi ladjami, ki so prihajale na Japonsko ali iskanja trgovinskih priložnosti v tujini, bi lahko bakufu Tokugava zagotovil, da nihče ne bi postal dovolj močan, da bi izpodbijal prevlado bakufuja. To je skladno s splošno sprejeto utemeljitvijo za izvajanje sistema nadomestnega obiskovanja ali sankin-kōtai v Tokugava bakufu.
Usmerjanje trgovine pretežno skozi Nagasaki, ki je leta 1587 prišel pod nadzor Tojotomija Hidejošija, bi bakufuju omogočilo, da z davki in dajatvami okrepi lastno zakladnico. To ni bila majhna zadeva, saj je pomanjkanje bogastva ključno omejevalo tako prejšnji bakufu Kamakura kot bakufu Muromači. Osredotočenost na odstranitev zahodnega in krščanskega vpliva z japonskega arhipelaga kot glavnega gonila kaikin bi lahko trdili, da je nekoliko evrocentrično branje japonske zgodovine, čeprav je to splošno dojemanje.
Kljub temu so krščanstvo in dve kolonialni sili, s katerimi je bilo najmočneje povezano, Tokugava bakufu videli kot resnične grožnje. Ko so bili ostanki klana Tojotomi leta 1615 poraženi, je Tokugava Hidetada svojo pozornost usmeril k edinemu preostalemu verodostojnemu izzivu za prevlado Tokugava. Bakufu je verske izzive centralni oblasti jemal resno, saj so bili cerkveni izzivi oboroženih budističnih menihov običajni v obdobju Sengoku. Cesarica Meišo (vladal 1629–43) je prav tako močno dvomila, ko je slišala, kako se Španci in Portugalci naseljujejo v Novem svetu in je mislila, da bo Japonska kmalu postala ena od mnogih držav v njihovi lasti.
Protestantski angleški in nizozemski trgovci so to dojemanje okrepili z obtožbami španskih in portugalskih misijonarjev, da sistematično širijo vero kot del domnevne politike kulturne prevlade in kolonizacije azijskih držav. Japonci so na splošno menili, da lahko ločijo vero in trgovino na Nizozemce in Angleže, medtem ko so na njihove iberske kolege gledali z veliko suma. Nizozemci, ki so želeli prevzeti trgovino od Špancev in Portugalcev, niso imeli težav s krepitvijo tega stališča. Število kristjanov na Japonskem je vztrajno naraščalo zaradi prizadevanj misijonarjev, kot je Frančišek Ksaverij in spreobrnjenci daimjo. Neposredni povod, ki naj bi spodbudil uvedbo sakokuja, je bil upor Šimabara 1637–38, upor 40.000 večinoma krščanskih kmetov. Po tem je šogunat obtožil misijonarje, da spodbujajo upor, jih je izgnal iz države in strogo prepovedal vero pod smrtno kaznijo. Preostali japonski kristjani, večinoma v Nagasakiju, so oblikovali ilegalne skupnosti in se začeli imenovati Kakure Kirišitan.
Vsi stiki z zunanjim svetom so postali strogo regulirani s strani šogunata ali domen (Cušima, Macumae in Sacuma), ki so bile dodeljene nalogi. Nizozemskim trgovcem je bilo dovoljeno nadaljevati trgovino na Japonskem le, če so se strinjali, da se ne bodo ukvarjali z misijonarskimi dejavnostmi. Danes je delež krščanskega prebivalstva (1 %) na Japonskem še vedno veliko nižji kot v drugih vzhodnoazijskih državah, kot so Kitajska (3 %), Vietnam (7 %) in Južna Koreja (29 %).
Politika sakoku je bila tudi način nadzora nad trgovino med Japonsko in drugimi narodi ter uveljavitev njenega novega mesta v vzhodnoazijski hierarhiji. Tokugava so se odločili ustvariti svoj lasten manjši mednarodni sistem, v katerem bi lahko Japonska še naprej dostopala do trgovine z osnovnimi dobrinami, kot so zdravila in pridobila dostop do bistvenih obveščevalnih podatkov o dogajanju na Kitajskem, hkrati pa se izognila pristanku na podrejeni status znotraj Kitajskega sistema pritokov.
Na splošno konstruktiven uradni diplomatski odnos Japonske s Korejo Joseon je omogočil, da je Koreja poslala redna veleposlaništva (Tongsinsa) na Japonsko. Skupaj z živahno trgovino med Cušimo in Korejo ter prisotnostjo Japoncev v Pusanu je Japonska lahko dostopala do kitajskega kulturnega, intelektualnega in tehnološkega razvoja skozi obdobje Edo. V času razglasitve najstrožjih različic pomorskih prepovedi je dinastija Ming izgubila nadzor nad večjim delom Kitajske in je bilo nepotrebno in morda nezaželeno, da bi Japonska vzpostavljala uradne diplomatske odnose z vlado dinastij Ming ali Čing. medtem ko je bilo vprašanje cesarske legitimnosti nerešeno.
Japonska je lahko pridobila uvoženo blago, ki ga je potrebovala, s posredniško trgovino z Nizozemci in prek otokov Rjukju. Japonci so dejansko spodbujali vladarje kraljestva Rjukju, da ohranijo tributarno razmerje s Kitajsko, čeprav je klan Šimazu prikrito vzpostavil velik politični vpliv na otokih Rjukju. Čing so postali veliko bolj odprti za trgovino, potem ko so premagali lojaliste Mingov na Tajvanu, zato so japonski vladarji čutili še manjšo potrebo po vzpostavitvi uradnih odnosov s Kitajsko.
Izzivi liberalizacije sakokuja so prihajali iz japonske elite v 18. stoletju. Kasneje je bila politika sakoku glavno varovalo pred popolnim izčrpanjem japonskih mineralnih virov, kot sta srebro in baker, v zunanji svet. Medtem ko je izvoz srebra skozi Nagasaki nadziral šogunat do te mere, da je ustavil ves izvoz, se je izvoz srebra skozi Korejo nadaljeval v razmeroma velikih količinah.
Japonska je v tem obdobju sledila zahodni tehnologiji s preučevanjem medicinskih in drugih besedil v nizozemskem jeziku, pridobljenih prek Dedžime. To se je v poznem 18. stoletju razvilo v cvetoče področje, ki je bilo znano kot Rangaku (nizozemske študije). Po odprtju države in propadu politike sakoku je to postalo zastarelo. Nato je bilo veliko japonskih študentov (npr. Kikuči Dairoku) poslanih na študij v tuje države, veliko tujih delavcev pa je bilo zaposlenih na Japonskem.
Politike, povezane s sakokujem, so se končale s konvencijo v Kanagavski pogodbi kot odgovor na zahteve komodorja Perryja.

## Izzivi za izolacijo
V 17., 18. in 19. stoletju so zahodne sile, ki so se širile, poskušale končati osamitev Japonske. Ameriške, ruske in francoske ladje so vse poskušale vzpostaviti povezavo z Japonsko, a so bile zavrnjene.
- Leta 1640 so Portugalci iz Macaua poslali odposlance, da bi prepričali šogunat, naj razveljavi njihov nedavni izgon in prenehanje trgovanja. Ujeti so bili, njihova ladja zažgana, 61 članov misije pa je bilo po ukazu bakufuja 4. avgusta usmrčenih.[15]
- Leta 1647 so portugalske vojne ladje poskušale vpluti v Nagasaki. Japonci so oblikovali blokado skoraj 900 čolnov, da bi ustavili ladje. Po dogodku so Japonci dodali več varnosti v Nagasaki, saj se je povečal strah, da bodo druge države izzvale novo politiko osamitve in poskušale vstopiti skozi Nagasaki.[16]
- Leta 1738 je ruska pomorska eskadra (vključno z Martinom Spangbergom) obiskala otok Honšu. Rusi so pristali na slikovitem območju, ki je zdaj del nacionalnega parka Rikuču Kaigan. Kljub prevladujoči politiki osamitve so z mornarji ravnali vljudno, če že ne prijazno.[17]
- Leta 1778 je ruski trgovec iz Jakutska po imenu Pavel Lebedev-Lastočkin prispel na Hokaidō kot del majhne odprave. Ponudil je darila in vljudno prosil za trgovanje, a zaman.[18]
- Leta 1787 je Jean-François de Galaup, grof Lapérouse, plul v japonskih vodah. Obiskal je otoke Rjūkjū in ožino med Hokaidojem in Sahalinom ter jo poimenoval po sebi.
- Leta 1791 sta se dve ameriški ladji, ki jima je poveljeval ameriški raziskovalec John Kendrick – Lady Washington [19] pod kapitanom Kendrickom in Grace pod kapitanom Williamom Douglasom – za 11 dni ustavili na otoku Kii Ōšima južno od polotoka Kii.[20] Kendrick je bil prvi znani Američan, ki je obiskal Japonsko. Očitno je izobesil ameriško zastavo in si lastil otoke, čeprav obstaja le en angleški opis potovanja.[21]
- Leta 1792 je ruski podanik Adam Laxman obiskal otok Hokaido.
- Od leta 1797 do 1809 je več ameriških ladij trgovalo v Nagasakiju pod nizozemsko zastavo na zahtevo Nizozemcev, ki niso mogli poslati svojih ladij zaradi spopada z Britanijo med napoleonskimi vojnami:[22]
  - Leta 1797 je ameriški kapitan William Robert Stewart, ki so ga naročili Nizozemci iz Batavije, odpeljal ladjo Eliza iz New Yorka v Nagasaki na Japonskem s tovorom nizozemskega trgovskega blaga.
  - Leta 1803 se je William Robert Stewart vrnil na krovu ladje z imenom The Emperor of Japan (ujeta in preimenovana v Eliza of New York), vstopil v pristanišče Nagasaki in zaman poskušal trgovati skozi nizozemsko enklavo Dedžima.
  - Še en ameriški kapitan John Derby iz Salema v Massachusettsu je na krovu Margaret zaman poskušal odpreti Japonsko za trgovino z opijem.[23]
- Leta 1804 je ruska odprava okoli sveta pod vodstvom kapitana Adama Johanna von Krusensterna dosegla Nagasaki. Ruski odposlanec Nikolaj Rezanov je zahteval trgovinsko izmenjavo. Bakufu je prošnjo zavrnil in ladje so morale oditi spomladi 1805. Rusi so v naslednjih treh letih napadli Sahalin in Kurilske otoke, zaradi česar so Bakufuji zgradili obrambo v Ezu.
- Leta 1808 je britanska fregata HMS Phaeton, ki je lovila nizozemske ladje v Tihem oceanu, vplula v Nagasaki pod nizozemsko zastavo in zahtevala zaloge, potem ko je odkrila, da je njihov plen že odšel. Phaeton je odplul, preden so iz Kjota prispele japonske oblasti.
- Leta 1811 je ruski mornariški poročnik Vasilij Golovnin pristal na otoku Kunaširi, Bakufu pa ga je aretiral in zaprl za 2 leti.
- Leta 1825 je šogunat na predlog Takahaši Kagejasuja (高橋景保) izdal »Ukaz o odgonu tujih ladij«, ki obalnim organom naroča, naj aretirajo ali ubijejo tujce, ki prihajajo na kopno.
- Leta 1830 je brig Cyprus, ladja britanskih kaznjencev (namenjenih v kolonije v državi, ki bi postala Avstralija), ki so se uspešno uprli proti svojim gospodarjem in odpluli proti Kantonu na Kitajskem, prispela na obalo Šikoku blizu mesta Mugi, prefektura Tokušima. Upornikom je obupno primanjkovalo vode, drv in zalog, vendar so jih Japonci napadli in poslali stran. To je bilo prvič, da je ladja obiskala Japonsko iz današnjih avstralskih voda.
- Tudi leta 1830 je Boninove otoke, ki si jih je lastila Japonska, a so bili nenaseljeni, naselil Američan Nathaniel Savory, ki je pristal na otoku Čičidžima in tam ustanovil prvo kolonijo.[24]
- Leta 1837 je ameriški poslovnež Charles W. King v Kantonu videl priložnost za odprtje trgovine tako, da je poskušal na Japonsko vrniti tri japonske mornarje (med njimi Otokiči), ki so nekaj let pred tem doživeli brodolom na obali Oregona. Odšel je do kanala Uraga z Morrisonom, neoboroženo ameriško trgovsko ladjo. Ladja je bila večkrat obstreljena, nazadnje pa je neuspešno odplula nazaj.
- Leta 1842, po novicah o porazu Kitajske v opijski vojni in notranjih kritikah po incidentu Morrison, se je Bakufu ugodno odzval na tuje zahteve po pravici do točenja goriva na Japonskem, tako da je začasno opustil ukaz o usmrtitvi tujcev in sprejel »Ukaz za oskrbo z drvmi in vodo« (Šinsui kjujorei (薪水給与令).
- Leta 1844 je francoska pomorska ekspedicija pod kapitanom Fornier-Duplanom obiskala Okinavo 28. aprila 1844. Trgovina je bila zavrnjena, vendar je oče Forcade ostal s prevajalcem.
- Leta 1845 je kitolovska ladja Manhattan rešila 22 japonskih brodolomcev. Kapitanu Mercatorju Cooperju so dovolili vstop v zaliv Edo, kjer je ostal štiri dni in se srečal z guvernerjem Eda in več visokimi častniki, ki so predstavljali cesarja. Dobili so več daril in jim dovolili, da so nemoteno odšli, vendar jim je bilo rečeno, naj se nikoli ne vrnejo.
- 20. julija 1846 se je poveljnik James Biddle, ki ga je vlada Združenih držav poslala, da odpre trgovino, zasidral v Tokijskem zalivu z dvema ladjama, vključno z eno vojaško ladjo, oboroženo z 72 topovi, vendar so njegove zahteve po trgovinskem sporazumu ostale neuspešne.
- 24. julija 1846 je francoski admiral Cécille prispel v Nagasaki, a pogajanja niso uspela in so mu zavrnili pristanek. Spremljala sta ga dva duhovnika, ki sta se japonskega jezika naučila na Okinavi: oče Forcade in oče Ko.[25]
- Leta 1848 se je Škot/Chinook Ranald MacDonald pretvarjal, da je brodolomec na otoku Riširi, da bi dobil dostop do Japonske. Poslali so ga v Nagasaki, kjer je ostal 10 mesecev in postal prvi učitelj angleščine na Japonskem. Po vrnitvi v Ameriko je MacDonald podal pisno izjavo ameriškemu kongresu, v kateri je pojasnil, da je japonska družba dobro nadzorovana in da se Japonci lepo obnašajo in imajo najvišje standarde.
- Leta 1848 je kapitan James Glynn odplul v Nagasaki, kar je končno vodilo do prvih uspešnih pogajanj Američana z »zaprto deželo« Japonsko. James Glynn je ameriškemu kongresu priporočil, naj se pogajanja za odprtje Japonske podprejo z demonstracijo sile, s čimer se tlakuje pot Perryjevi ekspediciji.
- Leta 1849 je ladja HMS Mariner kraljeve mornarice vplula v pristanišče Uraga, da bi opravila topografsko raziskavo. Na krovu je bil japonski brodolomec Otokiči, ki je deloval kot prevajalec. Da bi se izognil težavam z japonskimi oblastmi, se je preoblekel v Kitajca in povedal, da se je japonščine naučil od očeta, domnevno poslovneža, ki je delal v zvezi z Nagasakim.
- 12. avgusta 1853 je rusko veleposlaništvo Jevfimija Putjatina prispelo v Nagasaki. Veleposlaništvo je predstavilo parni stroj, ki je vodil do prvih zabeleženih poskusov proizvodnje parnega stroja na Japonskem, ki ga je leta 1853 izvedel Hisašige Tanaka.

Ti večinoma neuspešni poskusi so se nadaljevali do 8. julija 1853, ko je komodor Matthew Perry iz ameriške mornarice s štirimi vojnimi ladjami: Mississippi, Plymouth, Saratoga in Susquehanna vdrl v zaliv Edo (Tokio) in pokazal grozečo moč svojih ladijskih Paixhans topov. Zahteval je, da se Japonska odpre trgovini z Zahodom. Te ladje so postale znane kot kurofune, črne ladje.

## Konec izolacije
Naslednje leto, na konvenciji v Kanagavi (31. marec 1854), se je Perry vrnil z osmimi ladjami in prisilil šoguna, da je podpisal »pogodbo o miru in prijateljstvu«, ki je vzpostavila uradne diplomatske odnose med Japonsko in Združenimi državami. Združeno kraljestvo je konec leta 1854 podpisalo anglo-japonsko pogodbo o prijateljstvu.
Med letoma 1852 in 1855 je admiral ruske mornarice Jevfimij Putjatin večkrat poskušal pridobiti od šoguna ugodne trgovinske pogoje za Rusijo. Junija 1853 je v zaliv Nagasaki prinesel pismo zunanjega ministra Karla Nesselrodeja in Tanaki Hisašigeju pokazal parni stroj, verjetno prvi na Japonskem. Njegova prizadevanja so dosegla vrhunec s podpisom Šimodske pogodbe februarja 1855.
V petih letih je Japonska podpisala podobne pogodbe z drugimi zahodnimi državami. Harrisova pogodba je bila podpisana z Združenimi državami 29. julija 1858. Japonski intelektualci so te »pogodbe Ansei« na splošno obravnavali kot neenakopravne, saj so bile Japonski vsiljene s pomočjo diplomacije topovskih ladij in kot znak želje Zahoda, da vključi Japonsko v imperializem, ki je zavzel celino. Med drugimi ukrepi so zahodnim državam dali nedvoumen nadzor nad carinami na uvoz in pravico do ekstrateritorialnosti vsem svojim gostujočim državljanom. Ti so ostali sporna točka v odnosih Japonske z Zahodom do preloma 20. stoletja.

### Misije na Zahod
Bakufu so v tujino poslali več misij, da bi spoznali zahodno civilizacijo, revidirali pogodbe in odložili odprtje mest in pristanišč za zunanjo trgovino.
Japonsko veleposlaništvo v ZDA je bilo ustanovljeno leta 1860 na krovu Kanrin Maru.
V incidentu v Cušimi leta 1861 je ruska flota skušala na silo odpreti pristanišče, ki uradno ni bilo odprto za zunanjo trgovino s tujino, vendar je bila s pomočjo Britancev zavrnjena.
Veleposlaništvo je bilo v Evropi ustanovljeno leta 1862, drugo veleposlaništvo pa leta 1863. Tudi Japonska je poslala delegacijo in se udeležila svetovne razstave leta 1867 v Parizu.
Druge misije, ki se razlikujejo od misij šogunata, so bile prav tako poslane v Evropo, kot je Čošū Five in misije fevda Sacuma.